# 哈萨克苏维埃社会主义共和国
哈萨克苏维埃社会主义共和国（羅馬化：Qazaq Keñestık Sotsialistık Respublikasy），简称哈萨克，苏联設立的第八個加盟共和國，在外高加索聯邦撤銷后為第七個加盟共和國，在蘇聯解體時則是最後一個脫離蘇聯的加盟共和國。哈薩克同時亦是蘇聯面积第二大的加盟共和国，位于中亚地区，北和俄罗斯苏维埃联邦社会主义共和国接壤，东毗邻中国，南部分别和乌兹别克苏维埃社会主义共和国、吉尔吉斯苏维埃社会主义共和国为邻，面积2,717,300平方公里，1928年始建都于阿拉木图。哈薩克原本是隸屬俄羅斯聯邦管轄的自治共和國，於1936年12月5日脫離俄羅斯聯邦改制升格為蘇聯直轄的加盟共和國。

## 历史
1917年俄国发生十月革命后，哈萨克成立阿拉什自治国；1920年8月26日建立归属于俄罗斯联邦的吉尔吉斯苏维埃社会主义自治共和国，首府是奥伦堡（今俄罗斯联邦奥伦堡市）。
1925年4月19日改称哈萨克自治社会主义共和国并迁都至克孜勒奥尔达。1932年，发生哈萨克大饥荒，当地约150万人死亡。1936年12月5日定名为哈萨克苏维埃社会主义共和国，并由苏联中央直辖，成为一个苏联加盟共和国。1986年12月16日發生傑勒托克桑事件。1991年12月10日改称为哈萨克斯坦共和国，1991年12月16日宣布独立，1991年12月21日加入独联体。

## 国家领导人

### 最高苏维埃主席
- 萨尔肯·道列诺夫（1938年7月15日－1939年9月25日）
- 努尔穆罕默德·波扎诺夫（1939年9月25日－1944年12月16日）
- 加布杜拉·丘拉诺夫（1945年7月16日－1947年3月18日）
- 扎基普别克·扎戈辛（1947年3月18日－1951年3月28日）
- 加布杜拉·卡尔扎巴耶夫（1951年3月28日－1955年3月28日）
- 沙基尔·卡尔瑟巴耶夫（1955年3月28日－1959年3月27日）
- 萨克塔甘·拜舍夫（1959年3月27日－1963年3月20日）
- 阿斯卡尔·扎卡林（1963年3月20日－1967年4月11日）
- 沙赫马尔丹·叶谢诺夫（1967年4月11日－1974年8月13日）
- 加比特·穆斯列波夫（1974年8月13日－1975年7月16日）
- 萨塔尔·伊马舍夫（1975年7月16日－1979年12月13日）
- 基利拜·梅杜别科夫（1979年12月13日－1990年2月22日）
- 努尔苏丹·纳扎尔巴耶夫（1990年2月22日－4月24日）
- 叶里克·阿桑巴耶夫（1990年4月24日－1991年10月16日）
- 谢里克博尔森·阿布季尔金（1991年10月16日－1993年1月28日）

### 最高苏维埃主席团主席
- 阿布迪萨梅特·哈萨克帕耶夫（1938年7月16日－1947年3月18日）
- 达尼亚尔·克林巴耶夫（1947年3月20日－1954年1月23日）
- 努尔塔斯·温达瑟诺夫（1954年3月23日－1955年3月28日）
- 茹马别克·塔舍涅夫（1955年3月31日－1960年1月20日）
- 法兹尔·卡里布扎诺夫（1960年1月20日－1960年8月25日）
- 伊萨加利·沙里波夫（1961年1月3日－1965年4月4日）
- 萨比尔·尼亚兹别科夫（1965年4月5日－1978年12月19日）
- 伊萨泰·阿卜杜卡里莫夫（1978年12月20日－1979年12月14日）
- 萨塔尔·伊马舍夫（1979年12月14日－1984年2月22日）
- 拜肯·阿希莫夫（1984年3月22日－1985年9月27日）
- 萨拉马特·穆卡舍夫（1985年9月27日－1988年2月9日）
- 扎卡什·卡马利杰诺夫（1988年2月9日－1988年12月6日）
- 维拉·西多罗娃（1988年12月6日－1989年3月10日）
- 马赫泰·萨格季耶夫（1989年3月10日－1990年2月22日）

### 人民委员会、部长会议主席

#### 哈萨克自治苏维埃社会主义共和国
- 尼格梅特·努尔马科夫（1924年10月－ 1929年4月）
- 乌拉兹·伊萨耶夫（1929年4月－ 1936年12月5日）

#### 哈萨克苏维埃社会主义共和国 （1936–1991）
- 乌拉兹·伊萨耶夫 （1936年12月5日－ 1938年5月25日）
- 易卜拉欣·塔日耶夫（1938年5月25日－1938年7月17日）
- 努尔塔斯·温达瑟诺夫（1938年7月17日－1951年9月15日，1946年3月15日起改称部长会议主席）
- 叶卢拜·泰别科夫（1951年9月15日－1955年3月31日）
- 丁穆罕默德·库纳耶夫（1955年3月31日－1960年1月20日，第1次）
- 茹马别克·塔舍涅夫（1960年1月20日－1961年1月6日）
- 萨尔肯·道列诺夫（1961年1月6日－1962年9月13日）
- 马瑟姆汉·别伊谢巴耶夫（1962年9月13日－12月26日，第1次）
- 丁穆罕默德·库纳耶夫（1962年12月26日－1964年12月7日，第2次）
- 马瑟姆汉·别伊谢巴耶夫（1964年12月7日－1970年3月31日，第2次）
- 拜肯·阿希莫夫（1970年3月31日－1984年3月22日）
- 努尔苏丹·纳扎尔巴耶夫（1984年3月22日－1989年7月27日）
- 乌扎克拜·卡拉马诺夫（1989年7月27日－1991年11月20日）

#### 总理
- 乌扎克拜·卡拉马诺夫（1990年11月20日—1991年10月14日）